# Xiaomi Mi 6
Xiaomi Mi 6 – smartfon zaprojektowany i sprzedawany przez firmę Xiaomi. Został zaprezentowany 19 kwietnia 2017 roku.
Sprzedaż smartfonu rozpoczęła się 28 kwietnia 2017 roku, a od 1 września 2017 (do września trwała przedsprzedaż) był dostępny w sprzedaży w polskiej dystrybucji.
Jest to pierwszy smartfon z serii Mi, który otrzymał podwójny aparat. Dzięki swojej cenie mniejszej niż 2 tys. złotych telefon stał się bardzo popularnym wyborem w tej kwocie w Polsce.
Doczekał się już swojego następcy - Xiaomi Mi 8. Chińczycy zdecydowali się na pominięcie modelu oznaczonego numerem 7, ponieważ firma obchodziła swoje ósme urodziny.